# Paul Burstow

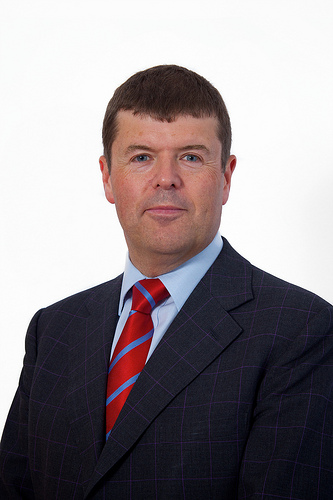
Paul Burstow.

Paul Kenneth Burstow, född 13 maj 1962 i Carshalton, är en brittisk parlamentsledamot (liberaldemokrat) för valkretsen Sutton and Cheam sedan 1997. Paul Burstow har tidigare varit lokalpolitiker och engagerat sig för handikappades rättigheter. Som parlamentsledamot har han arbetat mycket med äldrefrågor och har medverkat till att uppdaga skandaler inom äldrevården. Han ingår sedan oktober 2003 i Liberaldemokraternas skuggkabinett som talesman i hälso- och sjukvårdsfrågor. 